# Mendez Nuñez (1869)
Mendez Nuñez var det sjette søgående spanske panserskib i den kategori, der også omtales som pansrede fregatter. Det blev oprindeligt bygget som det tredje skib i en serie af skrue-fregatter til den spanske flåde – Lealtad-klassen, der kan sammenlignes med den danske fregat Jylland fra samme periode. Det blev søsat i 1862, og fik navnet Resolución. Som skrue-fregat fik skibet en aktiv karriere og deltog blandt andet i Spaniens krig mod Peru, Chile, Ecuador og Bolivia i 1864-66. Under krigen indgik skibet i den spanske eskadre i Stillehavet, der i 1865-66 blev ledet af kontreadmiral Mendez Nuñez. Under slaget ved Callao i maj 1866 blev admiralen såret hele ni gange, og da han døde i august 1869 blev Resolución opkaldt efter ham. På det tidspunkt var det allerede under ombygning til panserskib.

## Tjeneste
Blev ombygget på værftet i Ferrol og indgik derefter i eskadren i Middelhavet. Blev en del af reserveflåden i slutningen af 1872, og lå i Cartagena i 1873, da de lokale hær- og flådestyrker gjorde oprør mod regeringen. I september 1873 deltog skibet i beskydningen af Alicante, der havde nægtet at betale beskyttelsespenge til oprørerne.. I oktober var Mendez Nuñez deltager i det søslag ud for Cartagena, der kom til at markere afslutningen på oprørernes operationer til søs. Selv om de havde tre panserskibe mod regeringens ene (Vitoria), måtte de trække sig tilbage, og udgjorde derefter ikke længere nogen trussel. Da Cartagena blev erobret af regeringsstyrkerne i 1874, kom skibet igen i reserveflåden. Det udgik af flåden i 1888 og blev ophugget året efter.

## Eksterne links
- Panserskibe i det 19. århundrede (La Marina Blindada en el Siglo XIX), på spansk